# Mar de Bellingshausen

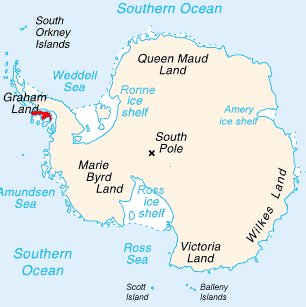
Mapa amb la localització de l'illa d'Alexandre I

Mars de l'Antàrtida, amb la ubicació del mar de Bellingshausen

El mar de Bellingshausen és un mar litoral de l'oceà Antàrtic localitzat a l'oest de la península Antàrtica, entre l'illa d'Alexandre I, a l'est, i l'illa Thurston, a l'oest.
El nom li fou dounat en honor de l'explorador rus Fabian Gottlieb von Bellingshausen que explorà la regió el 1821.
A finals del Pliocé, fa uns 2,15 milions d'anys, es produí en aquest mar l'impacte de l'asteroide Eltanin, sent aquest l'únic impacte conegut d'un meteorit en el fons marí.